# Ligne de Canaples à Longroy - Gamaches
La ligne de Canaples à Longroy - Gamaches était une ligne ferroviaire française transversale, qui reliait la gare de Canaples, sur la ligne de Saint-Roch à Frévent, à la gare de Longroy - Gamaches, sur la ligne d'Épinay - Villetaneuse au Tréport - Mers.
Elle constituait la ligne 322 000 du réseau ferré national.

## Chronologie
- 15 mai 1872 : ouverture de Longpré à Gamaches par la Compagnie de Frévent à Gamaches[1].
- 11 avril 1874, ouverture de Canaples à Longpré par la Compagnie de Frévent à Gamaches[2].
- 7 novembre 1938, fermeture du trafic voyageurs (temporairement rouvert de 1941 à 1944)
- 3 novembre 1969, fermeture du trafic marchandises d'Oisemont à Longroy - Gamaches
- 1971, fermeture du trafic marchandises de Canaples à Saint-Léger-lès-Domart[3]
- 31 août 1989, déclassement de 0,390 km, du PK 31,930 au PK 32,320
- 10 novembre 1993, déclassement de 19,462 km, du PK 44,630 au PK 64,092
- 17 septembre 2003, fermeture à tout trafic de Saint-Léger-lès-Domart à Longpré-les-Corps-Saints, du PK 32,290 au PK 44,630[4]

## Histoire
La dénomination de cette ligne est due à la SNCF lors d'une organisation des lignes du réseau national, sans doute vers le début des années 1950. D'où des différences avec les lignes primitives qui apparaissent ci-dessous lors des mises en service.
La ligne, partie d'un itinéraire « de la limite du Pas-de-Calais à Gamaches, par Doullens et Airaines », est déclarée d'utilité publique, au titre de l'intérêt local par un décret impérial le 15 mai 1869, malgré l'opposition de la chambre de commerce et d'industrie d'Abbeville, craignant manifestement la concurrence de cette ligne pour le nœud ferroviaire de cette ville. Le décret de 1869 approuve la convention signée le 14 janvier 1869 entre le conseil général de la Somme et messieurs Gautray, Abt et Gustave Delahante pour la concession de cette ligne.
La Compagnie de Frévent à Gamaches obtient le 15 mai 1869 la concession d'un chemin de fer d'intérêt local de Doullens à Gamaches via Longpré.
Elle ouvre à l'exploitation la section de Longpré à Gamaches le 15 mai 1872. La deuxième et dernière section de Canaples à Longpré est mise en service le 11 avril 1874, alors qu'elle ne constitue qu'un tronçon de la section de Doullens à Longpré.
La ligne est reprise par la Compagnie des chemins de fer du Nord selon les termes d'une convention signée entre le ministre des Travaux publics et la Compagnie de Frévent à Gamaches le 5 juin 1883. Cette convention est approuvée par une loi le 20 novembre suivant qui reclasse la ligne dans le réseau d'intérêt général.

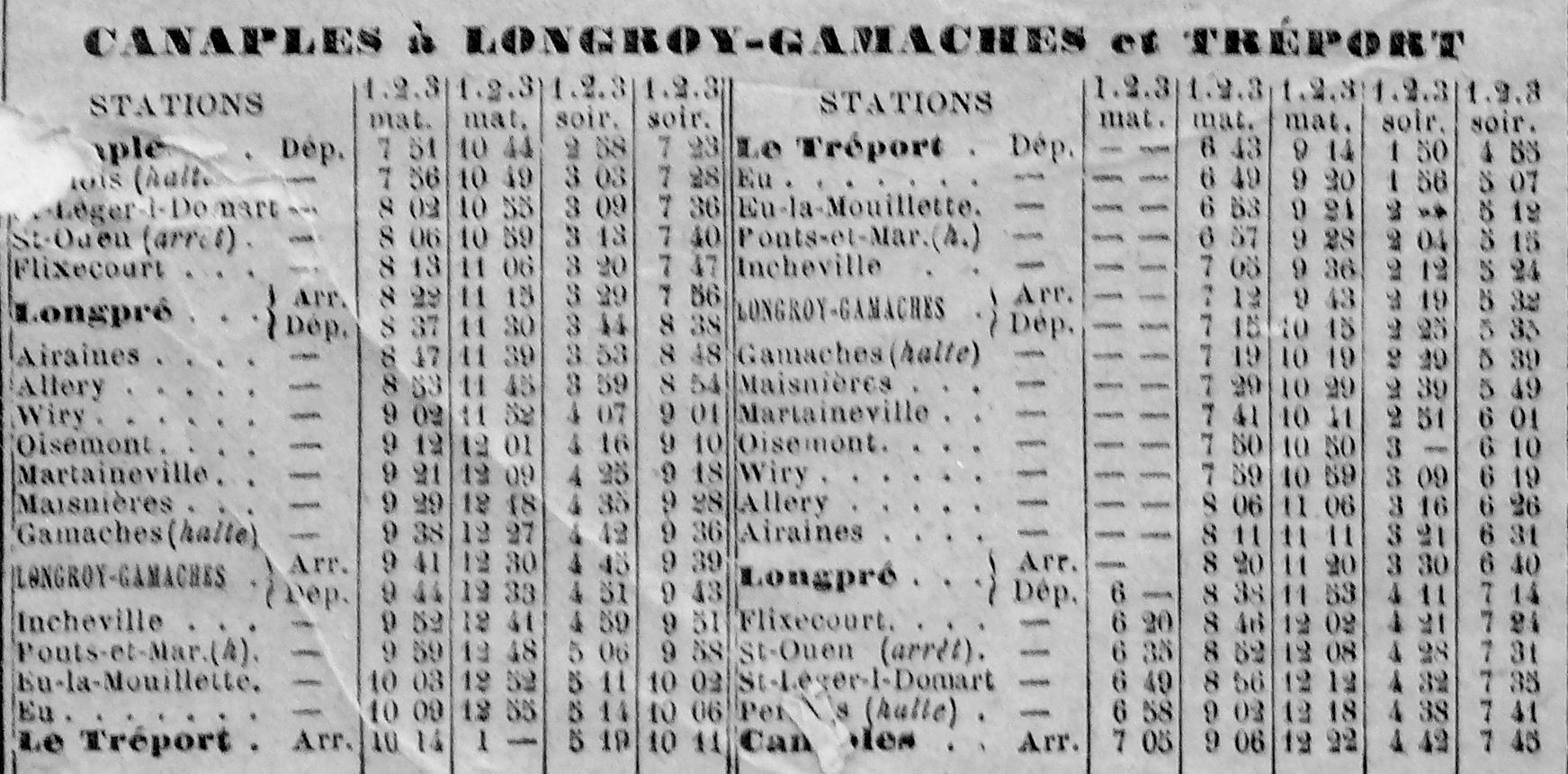
Horaires de la ligne au service d'hiver 1890.

## Tracé
La ligne était embranchée, avec la ligne de Longueau à Boulogne-Ville en gare de Longpré-les-Corps-Saints et avec la ligne d'Épinay - Villetaneuse au Tréport - Mers en gare de Longroy - Gamaches.
En 1960, Canaples à Longroy - Gamaches était une ligne SNCF de la région Nord, qui disposait des gares et haltes suivantes :
- Longroy-Gamaches : gare de bifurcation, avec voies de service ;
- Maisnières : halte avec voies de service ;
- Martainneville-Saint-Maxent : halte avec voies de service et embranchement particulier ;
- Oisemont : gare avec voies de service et trois embranchements particuliers ;
- Allery : halte avec voie de service ;
- Airaines : gare avec voies de service et trois embranchements particuliers ;
- Longpré-les-Corps-Saints : gare de bifurcation, avec voies de service et trois embranchements particuliers ;
- Flixécourt — déformation de Flixecourt — : gare avec voies de service et embranchement particulier ;
- Saint-Ouen (Somme) : gare avec voies de service et deux embranchements particuliers ;
- Saint-Léger-lès-Domart : halte avec embranchement particulier ;
- Canaples : gare de bifurcation.

En effet, après la fermeture au service voyageurs en 1938 et 1944, la ligne reste utilisée pour le trafic de marchandises, grâce notamment aux nombreuses usines textiles de la région, jusqu'à la fermeture définitive de la ligne en 1969.

## Vestiges
L'ancienne ligne est entièrement déferrée.
De Canaples à Flixecourt, son tracé est visible dans sa plus grande partie sous forme de sentiers. Puis, de Flixecourt jusqu'à proximité du pont sur la Somme, un chemin est praticable à pied ou à VTT. Un escalier relie ce chemin à la véloroute de la Somme.

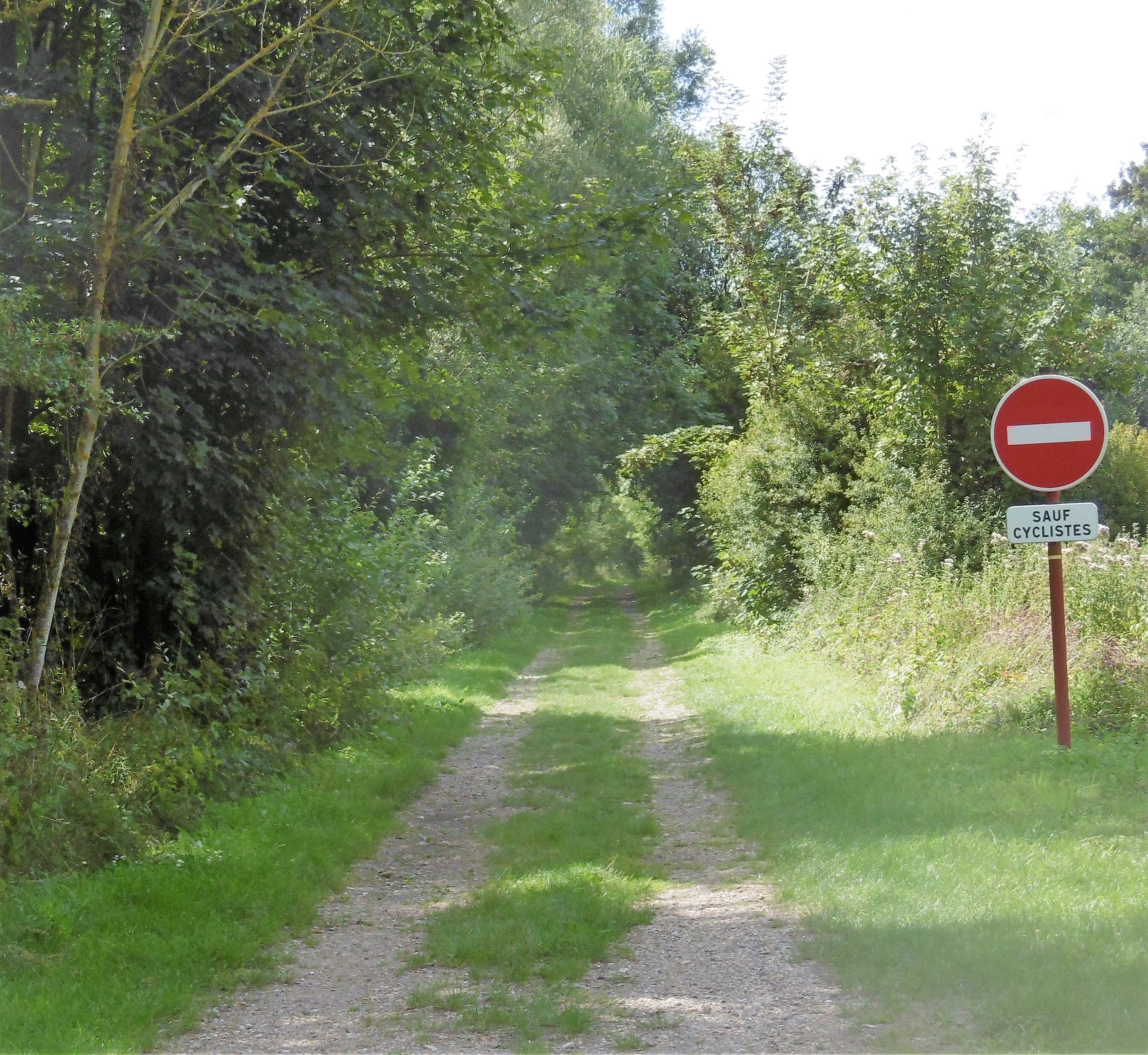
Chemin à Flixecourt, vers la Somme.
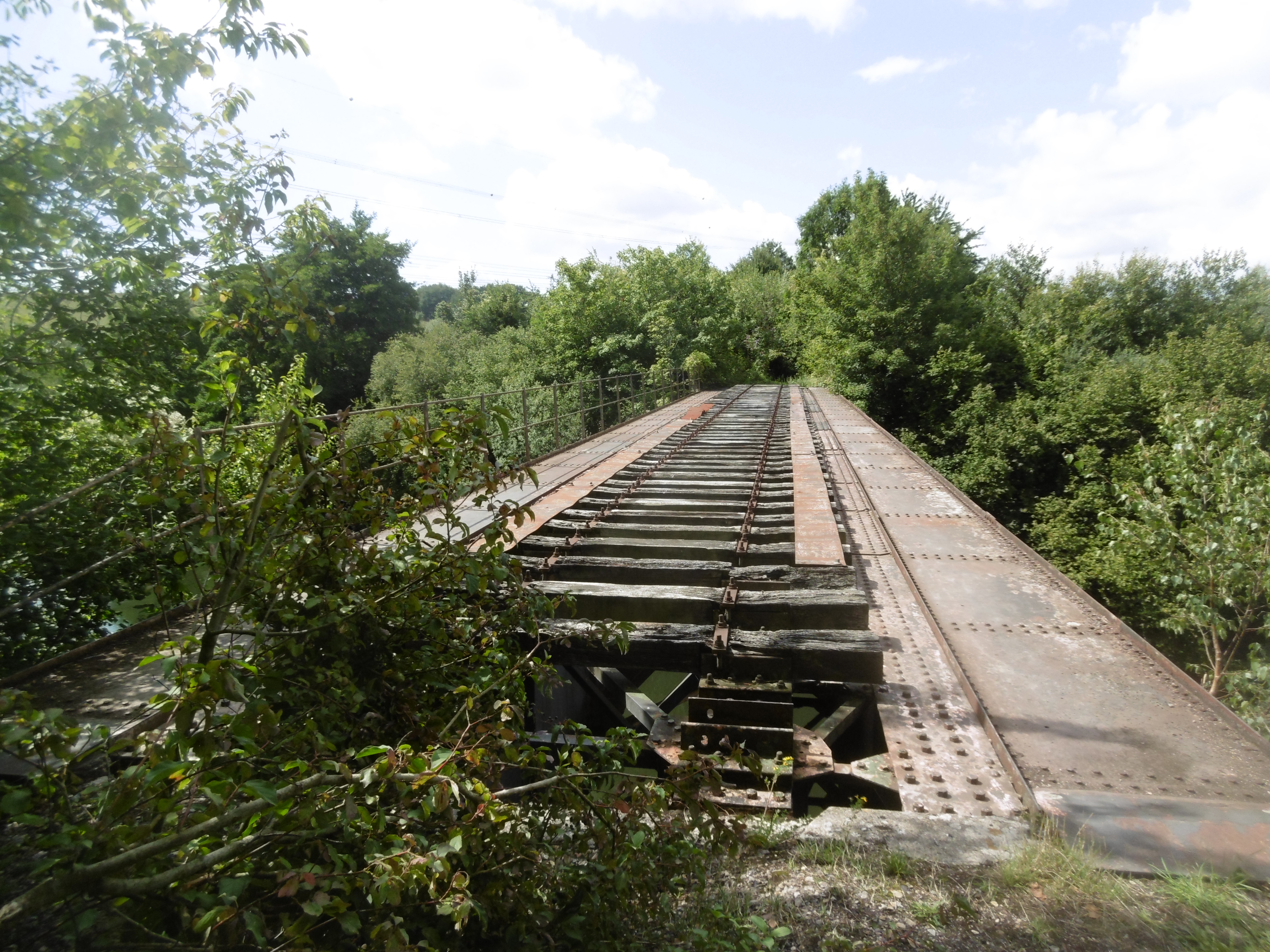
Pont de l'ancienne ligne sur la Somme canalisée.

Un chemin de randonnée, la « Véloroute du Vimeu à l'Airaines », a été aménagé en 2013 par un syndicat intercommunal, sur l'emprise de la ligne entre Longpré-les-Corps-Saints et Oisemont.

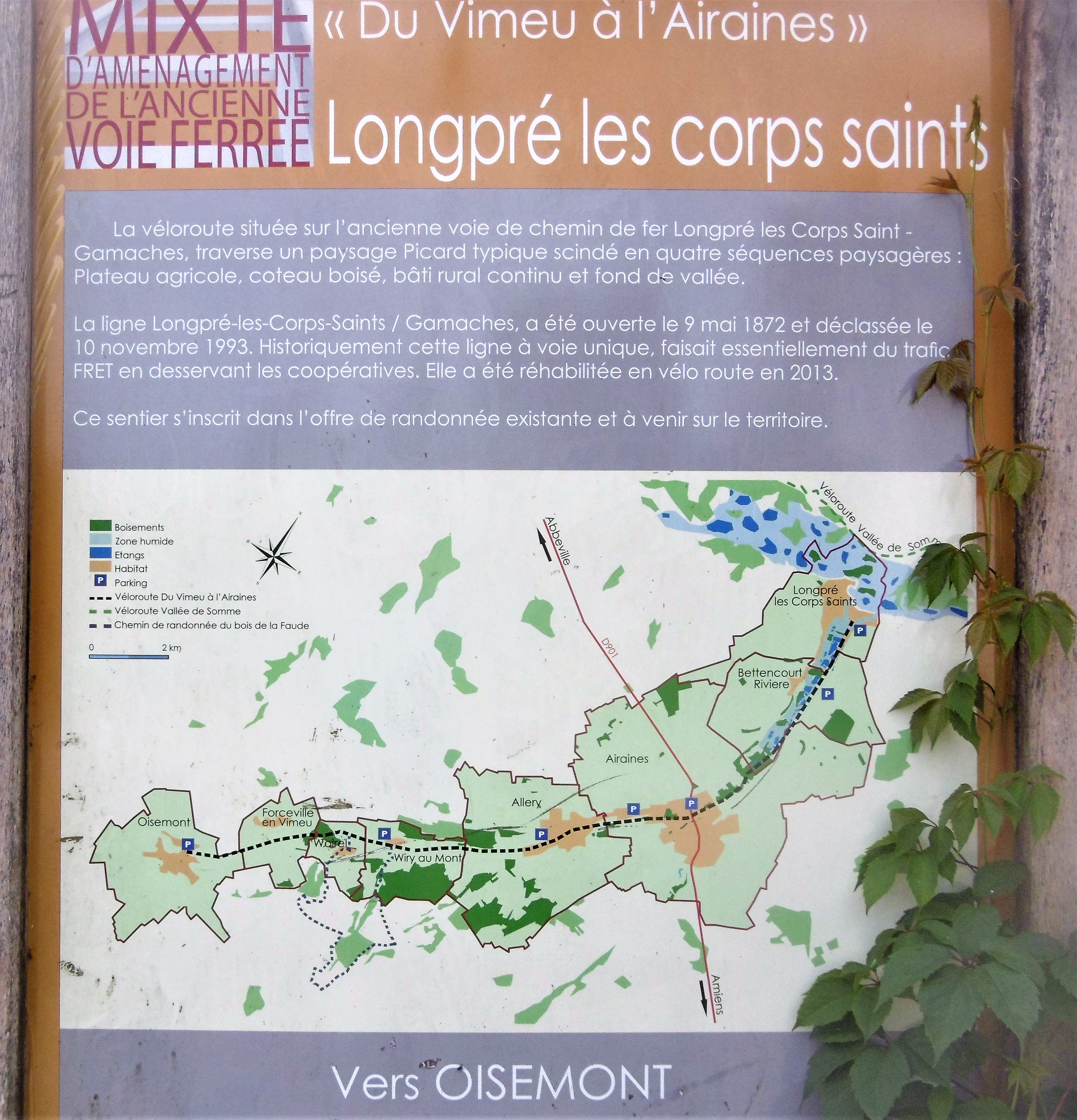
Panneau informatif, à Longpré-les-Corps-Saints.
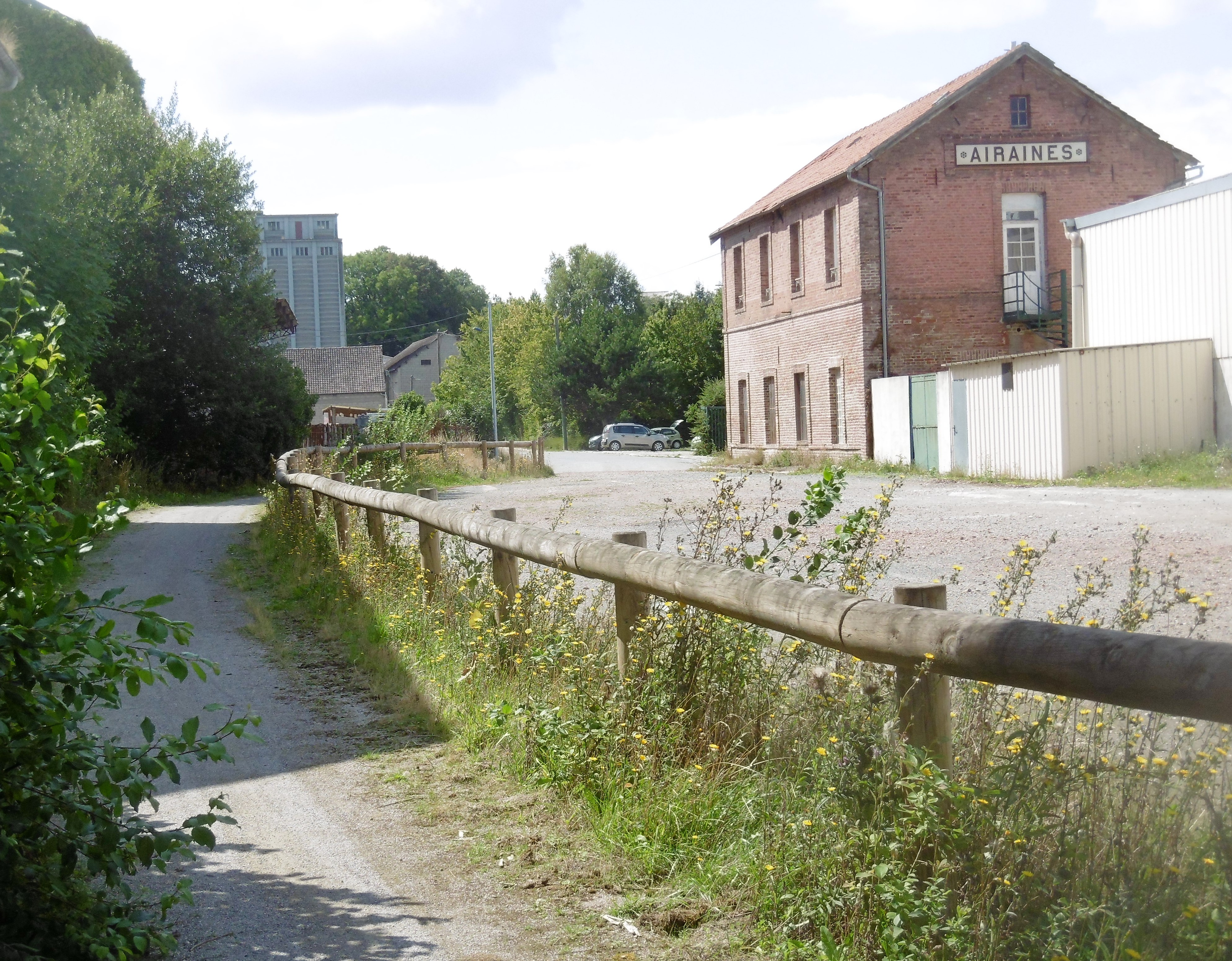
Ancienne gare d'Airaines : passage de la voie verte.
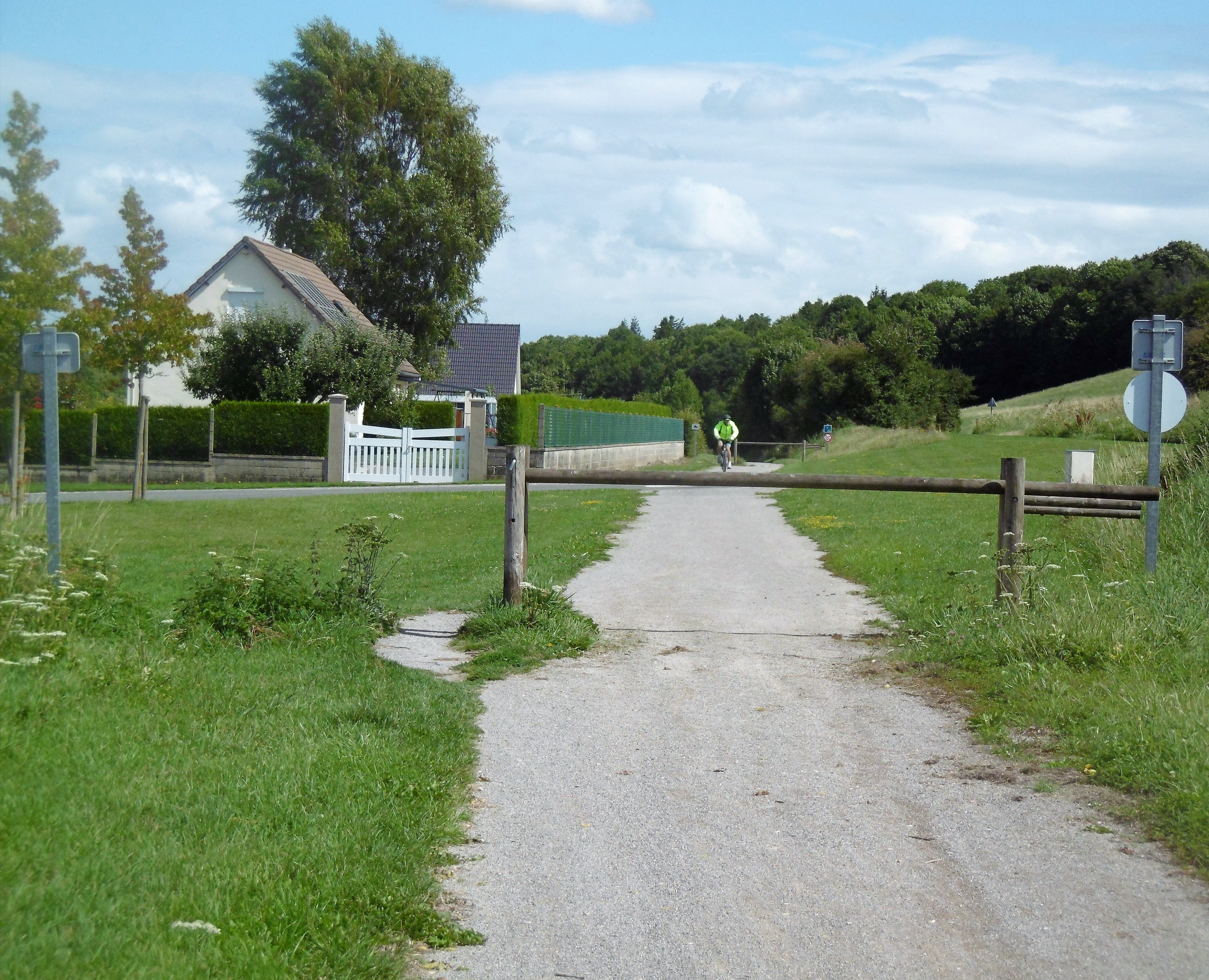
Voie verte du Vimeu, à Dreuil.

D'Oisemont à Martainneville, les terrains ont été vendus et sont des terres agricoles. Puis, de Martainneville à Gamaches, le tracé de l'ancienne ligne est visible de manière discontinue.